# Saint-Crépin-et-Carlucet
 Saint-Crépin-et-Carlucet  (en occitano Sent Crespin e Carlucet) es una población y comuna francesa, situada en la región de Aquitania, departamento de Dordoña, en el distrito de Sarlat-la-Canéda y cantón de Salignac-Eyvigues.

## Demografía
| 370 | 331 | 321 | 310 | 372 | 407 |
| Para los censos de 1962 a 1999 la población legal corresponde a la población sin duplicidades (Fuente: INSEE [Consultar]) |     |     |     |     |     |